# Trachelyopterus striatulus
Trachelyopterus striatulus es una especie de pez de la familia Auchenipteridae en el orden de los Siluriformes.

## Distribución geográfica
Se encuentran en Sudamérica: ríos costeros del sudeste del Brasil y en  Argentina.